# مونتي سان جيوفاني كامبانو
مونتي سان جيوفاني كامبانو هي كومونا (بلدة) تحتوي على مايقرب من 12800 نسمة وتقع البلدة في مقاطعة فروزينوني الإيطالية وتقع في منطقة لاتسيو ، وتقع البلدة على بعد 90 كيلومتر (56 ميل) جنوب شرق روما وحوالي 14 كيلومتر (9 ميل) شرق فروزينوني. وتقع مونتي سان جيوفاني كامبانو في الوادي اللاتيني .
ويعرف عن المكان بأنه المكان الذي سجن فيه توماس الأكويني بواسطة عائلته لمدة عامين. وتحتوي زنزانة توماس الآن على لوحة ثلاثية تعود للقرن السادس عشر لمدرسة نيابوليتان .
وتحتوي مونتي سان جيوفاني على قلعة تعود للقرن الحادي عشر ، وقد كان كاستيلو دي مونتي سان جيوفاني كامبانو أول حصن غربي يتم الدخول إليه والاستيلاء عليه وقد كان ذلك بواسطة قصف بعض المدافع الميدانية المتنقلة ، وقد تم الاستيلاء عليه من قبل الملك تشارلز الثامن ملك فرنسا وقد استغرق الاستيلاء ثمان ساعات فقط وكان ذلك في عام 1495 .
وقد كانت مونتي سان جيوفاني المكان الصيفي للبابا ادريان الرابع وكان ذلك في بداية عام 1155 ، وايضًا اقامت فيها الشاعرة فيتوريا كولونا .

## روابط خارجية
- الموقع الرسمي